# 阿敏·馬盧夫
阿敏·马卢夫（法語：Amin Maalouf，阿拉伯语：‎，1949年2月25日—），黎巴嫩裔法國人，当代著名法语文学作家。原在黎巴嫩當記者，1975年黎巴嫩內戰爆發後遷居巴黎，以法语写作，以中東历史文化為主要題材。1993年他的小说塔尼奥斯的巨岩获得龚古尔文学奖。2011年他當選法蘭西學術院院士。

## 生平
阿敏·马卢夫在1949年2月25日生于黎巴嫩首都贝鲁特的一个基督教家庭。他的父亲纳西姆·马卢夫（Nassim Maalouf）来自黎巴嫩山区的一个默基特希臘禮天主教农民家庭，曾前往贝鲁特学习音乐，随后成为一名小号演奏家。母亲则来自一个马龙派家庭，是一名钢琴演奏家。
阿敏·马卢夫曾在贝鲁特圣约瑟夫大学学习社会学和经济学，毕业之后成为一名记者，为黎巴嫩一家日报An Nahar的经济专栏撰写文章。
1975年黎巴嫩内战爆发，次年阿敏·马卢夫举家移居法国，成为巴黎一家周报的编辑，同时继续为An Nahar撰写文章。
1981年阿敏·马卢夫与法国出版社J-C Lattès签订合同，两年之后完成并出版了他的第一本书籍阿拉伯人眼中的十字军东征，紧接着出版的历史小说《非洲人萊昂》在法国大受欢迎，于是他决定专心投入文学创作。随后几本小说，如关于波斯诗人欧玛尔·海亚姆的小说《撒馬爾罕》、涉及摩尼教创始人摩尼的《光明的花園》等作品，使他在法国成为少有的以中东为题材的作家之一，不仅向欧洲人传播和介绍了中东地区和伊斯兰世界的历史知识，还提供了一个看待中东文化和历史的全新视角。
阿敏·马卢夫于1993年以其小说《塔尼奥斯的巨岩》获得法国文学界的最高殊荣龚古尔文学奖。

## 著作

### 小说
- 非洲人萊昂（法语：Léon_l%27Africain_(roman)）(Léon l'Africain, 1983)
- 撒馬爾罕(Samarcande, 1988)
- 光明的花園(Les jardins de lumière, 1991)
- 貝阿翠絲後的第一個世紀（法语：Le_Premier_Siècle_après_Béatrice）(Le premier siècle après Béatrice, 1992)
- 塔尼奥斯的巨岩（法语：Le_Rocher_de_Tanios）(Le Rocher de Tanios, 1993)
- 地中海東岸諸港(Les Echelles du Levant, 1996)

### 随笔
- 阿拉伯人眼中的十字军东征(Les Croisades vue par les Arabes, 1983)
- 致命身份（法语：Les_Identités_meurtrières）(Les Identités meurtrières, 1999)
- 世界秩序的紊乱（法语：Le_Dérèglement_du_monde）(Le Dérèglement du monde, 2004)
- 塞纳河畔的一把椅子：法蘭西四百年（法语：Un_fauteuil_sur_la_Seine_:_Quatre_siècles_d%27histoire_de_France）(Un fauteuil sur la Seine : Quatre siècles d'histoire de France, 2016)

## 在中国的传播
阿敏·马卢夫的三部作品的中文简体版已由民主与建设出版社于2018年6月出版，分别是历史小说《撒马尔罕》和《非洲人萊昂的旅程》以及《阿拉伯人眼中的十字军东征》，这三本书在中国被称为“历史三部曲”。此外，另一本小说《地中海东岸诸港》的中文简体译本也由该出版社于2018年12月出版。